# Twierdzenie Dodgsona
Twierdzenie Dodgsona – twierdzenie sformułowane przez pisarza i matematyka Charlesa Lutwidge’a Dodgsona (znanego jako Lewis Carroll), z zakresu algebry liniowej, pozwalające sprowadzić wyznaczenie wyznacznika macierzy kwadratowej wymiaru {\displaystyle n\times n} do wyznaczenia czterech wyznaczników stopnia {\displaystyle n-1} i jednego wyznacznika stopnia {\displaystyle n-2.}

## Sformułowanie
Jeśli {\displaystyle A} jest macierzą kwadratową wymiaru {\displaystyle n\times n,} o wyrazach z pierścienia przemiennego, {\displaystyle A_{ij}} – macierzą powstałą z macierzy {\displaystyle A} przez wykreślenie {\displaystyle i}-tego wiersza oraz {\displaystyle j}-tej kolumny, zaś {\displaystyle B} jest macierzą powstałą z wykreślenia pierwszego i ostatniego wiersza oraz pierwszej i ostatniej kolumny macierzy {\displaystyle A,} to:
{\displaystyle (\det A)(\det B)=(\det A_{nn})(\det A_{11})-(\det A_{n1})(\det A_{1n}).}